# 舌唇槽舌兰
舌唇槽舌兰（学名：Holcoglossum lingulatum）为兰科槽舌兰属下的一个种。

## 扩展阅读
- 维基共享资源上的相關多媒體資源：舌唇槽舌兰